# Shirataka
Shirataka (白鷹町, Shirataka-machi) est un bourg du district de Nishiokitama (préfecture de Yamagata), dans le nord de l'île de Honshū, au Japon.

## Géographie

### Démographie
En 2011, la population de Shirataka s'élevait à 15 146 habitants répartis sur une superficie de 157,74 km2 (densité de population de 96 hab./km2).